# Armando Izzo (calciatore)
Armando Izzo (Napoli, 2 marzo 1992) è un calciatore italiano, difensore del Monza.

## Caratteristiche tecniche
È un difensore centrale di piede destro. Nella sua carriera è stato prevalentemente impiegato in una difesa a 3, ruolo che gli consente di sfruttare il suo dinamismo proponendosi anche in fase offensiva. Forte nei contrasti e bravo nell'anticipare le giocate degli avversari, spicca per grinta e spirito di sacrificio. Occasionalmente può essere schierato anche come terzino destro.

## Carriera

### Club

#### Gli esordi e l'Avellino
Rimasto orfano di padre all'età di 10 anni, inizia a giocare a calcio all'età di 13 anni nell'ARCI Scampia, per poi passare al Napoli, con cui vince anche un Campionato Berretti. Dopo la morte del padre aveva pensato di abbandonare il calcio, cosa che non è avvenuta grazie al suo procuratore. Nella stagione 2011-2012 passa in prestito alla Triestina, squadra di Lega Pro Prima Divisione, con cui gioca 13 partite e segna il suo primo gol in carriera a livello professionistico.
Nel gennaio del 2012 viene ceduto in comproprietà all'Avellino, sempre in Prima Divisione; con gli irpini gioca 6 partite, venendo riconfermato anche per la stagione 2012-2013: in questo campionato Izzo segna un gol in 22 presenze, e l'Avellino vince il campionato venendo promosso in Serie B. Izzo esordisce nella serie cadetta nella stagione 2013-2014, chiudendo il campionato con un gol in 30 presenze.

#### Genoa
Durante l'estate viene ceduto al Genoa, con cui esordisce in Serie A il 5 ottobre 2014, nella partita Parma-Genoa 1-2. Segna il primo gol nella massima serie l'11 gennaio 2015 a San Siro contro l'Inter. Il 1º aprile 2015 rinnova con la società ligure fino al 2019. Chiude la stagione con 20 presenze e un gol.
La stagione successiva fa il suo esordio in campionato alla seconda giornata, nella partita casalinga vinta 2-0 contro il Verona, si conferma titolare con 33 presenze.
Il 23 maggio 2016 viene indagato con l'accusa di partecipazione esterna ad associazione mafiosa nell'ambito di un'inchiesta della DDA di Napoli, secondo la quale un clan camorristico di Secondigliano avrebbe alterato i risultati di Modena-Avellino (1-0) del 17 marzo 2014 e di Avellino-Reggina (3-0) del 25 maggio 2014 grazie all'intervento diretto di Izzo, del centrocampista Luca Pini e del centrocampista Francesco Millesi (anche loro indagati).
Anche il campionato 2016-2017 lo vede titolare nella difesa della squadra ligure, mentre la stagione successiva, complici infortuni e squalifiche, scende in campo appena 16 volte. Segna il suo unico gol stagionale il 25 ottobre 2017 aprendo le marcature nella sconfitta interna (2-3) contro il Napoli. Il 12 maggio 2018, in occasione della trasferta contro il Benevento, raggiunge le 100 presenze con la maglia del Genoa.

#### Torino
Il 4 luglio 2018, il Torino annuncia di aver acquisito il diritto alle prestazioni sportive di Izzo per 9,7 milioni di euro. Il giocatore debutta con la maglia del Toro il 12 agosto in occasione del match di Coppa Italia vinto per 4-0 contro il Cosenza. Il 4 novembre trova la sua prima rete in campionato con il Torino, nella vittoria esterna (1-4) contro la Sampdoria. In granata disputa una prima stagione molto solida ed è titolare fisso nell'undici guidato da Walter Mazzarri, affermandosi come uno dei difensori più affidabili del campionato; il suo rendimento gli vale inoltre l'esordio in nazionale. I 4 gol segnati nel corso del torneo costituiscono il suo primato personale.
Il 25 luglio 2019 fa il suo esordio nelle competizioni UEFA per club, in occasione del primo turno preliminare di Europa League contro il Debrecen (3-0). Il 1º agosto 2019, in occasione del match di ritorno (1-4), sigla anche il suo primo gol Europeo.
Il 16 aprile 2022 in occasione della partita contro la Lazio raggiunge le 100 presenze con la maglia del Torino.

#### Monza
Il 1º settembre 2022 passa in prestito al Monza con obbligo di riscatto in caso di salvezza fissato a 4,5 milioni di euro. La prima marcatura con i brianzoli arriva il 4 marzo 2023 ed è il gol che vale la vittoria (2-1) contro l'Empoli. Il 5 luglio 2023, tramite comunicato ufficiale, il club brianzolo definisce il ritorno di Izzo a titolo definitivo fino al 30 giugno 2026.

### Nazionale
Il 6 maggio 2014 ha giocato da titolare in una partita amichevole con la B Italia, guidata da Massimo Piscedda, contro l'Under-21 dell'Albania.
Viene convocato all'Europeo Under-21 2015, disputatosi in Repubblica Ceca, senza però mai scendere in campo.
Il 7 novembre 2016 viene convocato per la prima volta in nazionale dal CT Gian Piero Ventura per la partita di qualificazione al Mondiale 2018 contro il Liechtenstein del 12 novembre 2016 e per l'amichevole contro la Germania del 15 novembre 2016. Torna nel giro della nazionale nel marzo 2019, convocato dal CT Roberto Mancini per le partite di qualificazioni a Euro 2020 contro la Finlandia e il Liechtenstein; debutta in maglia azzurra in occasione di quest'ultimo match.

## Procedimenti giudiziari
Il 23 maggio 2016 viene indagato con l'accusa di concorso esterno in associazione mafiosa nell'ambito di un'inchiesta della DDA di Napoli, secondo la quale un clan camorristico di Secondigliano avrebbe alterato i risultati di Modena-Avellino (1-0) del 17 marzo 2014 e di Avellino-Reggina (3-0) del 25 maggio 2014 grazie all'intervento diretto di Izzo e dei centrocampisti Luca Pini e Francesco Millesi (anche loro indagati). È stato citato in più interrogatori dal collaboratore di giustizia Antonio Accurso che ha rivelato la sua parentela con Salvatore Petriccione.
Il 3 marzo 2017 la Procura della Federcalcio richiede per lui sei anni di squalifica, con richiesta di preclusione, e ventimila euro di ammenda. Il 12 aprile viene condannato a 18 mesi di squalifica e a 50.000 euro di ammenda. Il 19 maggio la squalifica viene ridotta da 18 a 6 mesi, tornando a disposizione il 13 ottobre 2017.
Il 12 marzo 2018 viene rinviato a giudizio, avendo scelto il rito ordinario a differenza dei due colleghi che sono stati condannati con rito abbreviato.
Il 4 maggio 2023 viene condannato in primo grado a 5 anni di reclusione per concorso esterno in associazione camorristica e frode sportiva, in particolare in relazione alla partita Modena-Avellino (1-0).
Il 28 marzo 2025 viene comunicata la sua definitiva assoluzione da parte della Corte di appello di Napoli perché "il fatto non sussiste". 

## Statistiche

### Presenze e reti nei club
Statistiche aggiornate al 18 maggio 2025.
| Stagione        | Squadra         | Campionato      | Campionato | Campionato | Coppe nazionali | Coppe nazionali | Coppe nazionali | Coppe continentali | Coppe continentali | Coppe continentali | Altre coppe | Altre coppe | Altre coppe | Totale | Totale |
| Stagione        | Squadra         | Comp            | Pres       | Reti       | Comp            | Pres            | Reti            | Comp               | Pres               | Reti               | Comp        | Pres        | Reti        | Pres   | Reti   |
| --------------- | --------------- | --------------- | ---------- | ---------- | --------------- | --------------- | --------------- | ------------------ | ------------------ | ------------------ | ----------- | ----------- | ----------- | ------ | ------ |
| 2011-gen. 2012  | Triestina       | 1D              | 13         | 1          | CI              | 3               | 0               | -                  | -                  | -                  | -           | -           | -           | 16     | 1      |
| gen.-giu. 2012  | Avellino        | 1D              | 6          | 0          | -               | -               | -               | -                  | -                  | -                  | -           | -           | -           | 6      | 0      |
| 2012-2013       | Avellino        | 1D              | 22         | 1          | CI+CI-C         | 2+2             | 0               | -                  | -                  | -                  | -           | -           | -           | 26     | 1      |
| 2013-2014       | Avellino        | B               | 30         | 1          | CI              | 4               | 0               | -                  | -                  | -                  | -           | -           | -           | 34     | 1      |
| Totale Avellino | Totale Avellino | Totale Avellino | 58         | 2          |                 | 8               | 0               |                    | -                  | -                  |             | -           | -           | 66     | 2      |
| 2014-2015       | Genoa           | A               | 20         | 1          | CI              | 1               | 0               | -                  | -                  | -                  | -           | -           | -           | 21     | 1      |
| 2015-2016       | Genoa           | A               | 33         | 0          | CI              | 1               | 0               | -                  | -                  | -                  | -           | -           | -           | 34     | 0      |
| 2016-2017       | Genoa           | A               | 29         | 0          | CI              | 1               | 0               | -                  | -                  | -                  | -           | -           | -           | 30     | 0      |
| 2017-2018       | Genoa           | A               | 16         | 1          | CI              | 0               | 0               | -                  | -                  | -                  | -           | -           | -           | 16     | 1      |
| Totale Genoa    | Totale Genoa    | Totale Genoa    | 98         | 2          |                 | 3               | 0               |                    | -                  | -                  |             | -           | -           | 101    | 2      |
| 2018-2019       | Torino          | A               | 37         | 4          | CI              | 2               | 0               | -                  | -                  | -                  | -           | -           | -           | 39     | 4      |
| 2019-2020       | Torino          | A               | 31         | 1          | CI              | 1               | 0               | UEL                | 5                  | 2                  | -           | -           | -           | 37     | 3      |
| 2020-2021       | Torino          | A               | 25         | 2          | CI              | 1               | 0               | -                  | -                  | -                  | -           | -           | -           | 26     | 2      |
| 2021-2022       | Torino          | A               | 11         | 0          | CI              | 2               | 0               | -                  | -                  | -                  | -           | -           | -           | 13     | 0      |
| Totale Torino   | Totale Torino   | Totale Torino   | 104        | 7          |                 | 6               | 0               |                    | 5                  | 2                  |             | -           | -           | 115    | 9      |
| 2022-2023       | Monza           | A               | 30         | 1          | CI              | 1               | 0               | -                  | -                  | -                  | -           | -           | -           | 31     | 1      |
| 2023-2024       | Monza           | A               | 23         | 0          | CI              | 1               | 0               | -                  | -                  | -                  | -           | -           | -           | 24     | 0      |
| 2024-2025       | Monza           | A               | 30         | 1          | CI              | 3               | 0               | -                  | -                  | -                  | -           | -           | -           | 33     | 1      |
| Totale Monza    | Totale Monza    | Totale Monza    | 83         | 2          |                 | 5               | 0               |                    | -                  | -                  |             | -           | -           | 88     | 2      |
| Totale carriera | Totale carriera | Totale carriera | 356        | 14         |                 | 25              | 0               |                    | 5                  | 2                  |             | -           | -           | 386    | 16     |

### Cronologia presenze e reti in nazionale
| Cronologia completa delle presenze e delle reti in nazionale ― Italia | Cronologia completa delle presenze e delle reti in nazionale ― Italia | Cronologia completa delle presenze e delle reti in nazionale ― Italia | Cronologia completa delle presenze e delle reti in nazionale ― Italia | Cronologia completa delle presenze e delle reti in nazionale ― Italia | Cronologia completa delle presenze e delle reti in nazionale ― Italia | Cronologia completa delle presenze e delle reti in nazionale ― Italia | Cronologia completa delle presenze e delle reti in nazionale ― Italia |
| Data                                                                  | Città                                                                 | In casa                                                               | Risultato                                                             | Ospiti                                                                | Competizione                                                          | Reti                                                                  | Note                                                                  |
| --------------------------------------------------------------------- | --------------------------------------------------------------------- | --------------------------------------------------------------------- | --------------------------------------------------------------------- | --------------------------------------------------------------------- | --------------------------------------------------------------------- | --------------------------------------------------------------------- | --------------------------------------------------------------------- |
| 26-3-2019                                                             | Parma                                                                 | Italia                                                                | 6 – 0                                                                 | Liechtenstein                                                         | Qual. Euro 2020                                                       | -                                                                     | 79’ 90+2’                                                             |
| 8-9-2019                                                              | Tampere                                                               | Finlandia                                                             | 1 – 2                                                                 | Italia                                                                | Qual. Euro 2020                                                       | -                                                                     |                                                                       |
| 18-11-2019                                                            | Palermo                                                               | Italia                                                                | 9 – 1                                                                 | Armenia                                                               | Qual. Euro 2020                                                       | -                                                                     | 69’                                                                   |
| Totale                                                                |                                                                       | Presenze                                                              | 3                                                                     |                                                                       | Reti                                                                  | 0                                                                     |                                                                       |

## Palmarès

### Club

#### Competizioni giovanili
- Campionato Berretti: 1

Napoli: 2010-2011

#### Competizioni nazionali
- Lega Pro Prima Divisione: 1

Avellino: 2012-2013
- Supercoppa di Lega Pro: 1

Avellino: 2013